# Siri Sverdrup Lunden
Siri Sverdrup Lunden, född 23 mars 1920 i Kongsberg, död 24 augusti 2003 i Trondheim, var en norsk slavist. Hon var dotter till pedagogen och fredsaktivisten Mimi Sverdrup Lunden.
Sverdrup Lunden blev filosofie doktor 1969. Hon var knuten till Oslo universitet, där hon verkade som lektor 1960–1971 och som professor i ryska 1971–1987. Förutom doktorsavhandlingen The Trondheim Russian-German Vocabulary: A Contribution to the 17th Century Russian Lexicography skrev hon talrika artiklar om ryskans språkhistoria och var redaktör för Valerij Berkovs stora rysk-norska ordbok.
Sverdrup Lunden var aktiv i internationella slavistorganisationer och därtill även i freds- och kvinnoorganisationer. Hon var ledamot av Det Norske Videnskaps-Akademi.